# 1912 en arts plastiques
| Années des arts plastiques : 1909 - 1910 - 1911 - 1912 - 1913 - 1914 - 1915    |
| Décennies des arts plastiques : 1880 - 1890 - 1900 - 1910 - 1920 - 1930 - 1940 |

Cette page concerne l'année 1912 en arts plastiques.

## Événements
- Apollinaire distingue, lors de l’exposition de la Section d'Or, le cubisme scientifique du cubisme orphique.
- à partir de 1912 : cubisme synthétique.

## Œuvres
- Matinée de septembre de Paul Chabas.
- Nu descendant un escalier (N°2) de Marcel Duchamp.
- Mariée de Marcel Duchamp.
- Les Petits Chevaux jaunes de Franz Marc.
- Portrait de Rudolf Sieger de Lovis Corinth.
- Disques de Newton de František Kupka.
- Terre inondée de Tom Thomson.

## Naissances
- 1er janvier : Hélène Petter, peintre franco-suisse († 13 novembre 2007),
- 2 janvier : Henri Vincenot, artiste, écrivain, peintre et sculpteur français († 21 novembre 1985),
- 15 janvier : Jean-Denis Malclès, peintre, affichiste et décorateur français († 30 mai 2002),
- 19 janvier : Bernardus Nieuwenhuis, peintre néerlandais († 5 septembre 2001),
- 28 janvier : Jackson Pollock, peintre américain († 11 août 1956),
- 19 février : Farvèze, peintre et cartonnier français († 1999),
- 20 février : Italo De Grandi, dessinateur, peintre et aquarelliste italien († 11 octobre 1988),
- 21 février : Max Walter Svanberg, peintre suédois  († 28 mai 1994),
- 4 mars : Afro Basaldella, peintre italien († 24 juillet 1976),
- 7 mars : Jacques Despierre, peintre français († 5 décembre 1995),
- 14 mars : Amandine Doré, peintre, illustratrice et écrivaine française († 24 avril 2011),
- 22 mars : François Gall, peintre français († 9 décembre 1987),
- 26 mars : Mizufune Rokushu, peintre japonais († 30 juin 1980),
- 30 mars : Armand Niquille, peintre suisse († 17 décembre 1996),
- 2 avril :
  - Jean Dannet, peintre français († 15 juillet 1997),
  - George Pemba, peintre et écrivain sud-africain († 12 juillet 2001),
- 5 avril : Albert Malet, peintre français († 4 septembre 1986),
- 19 avril : Shunsuke Matsumoto, peintre japonais († 8 juin 1948),
- 29 avril : Pierre Brandel, peintre français († 23 mai 2003),
- 26 mai : Georges Le Poitevin, peintre français († 8 janvier 1993),
- 28 mai : Verena Loewensberg, peintre et graphiste suisse († 27 avril 1986),
- 2 juin :
  - Louis Lamarque, peintre et graveur français († 19 janvier 1991),
  - Marcelle Loubchansky, peintre française († 17 juin 1988),
- 4 juin : Robert Jacobsen, artiste danois († 26 janvier 1993),
- 15 juin : Jean Rigaud, peintre de la Marine française († 7 février 1999),
- 21 juin :
  - Johnny Friedlaender, peintre et graveur français et allemand de la nouvelle École de Paris († 18 juin 1992),
  - Michel Noury, peintre français († 5 novembre 1986),
- 11 juillet : Karin Glasell, artiste textile et peintre suédoise († 1er août 1989),
- 12 juillet : René Perrot, cartonnier de tapisseries, peintre, dessinateur, graveur et céramiste français († 19 mai 1979),
- 17 juillet : Aligi Sassu, peintre et sculpteur italien († 17 juillet 2000),
- 29 juillet : Edgard Pillet, sculpteur et peintre français († 9 septembre 1996),
- 1er août : Karl Glatt, peintre suisse († 27 avril 2003),
- 3 août : Jean de Maisonseul, urbaniste et peintre français († 3 juin 1999),
- 12 août : Nikolaï Timkov, peintre russe († 25 décembre 1993),
- 15 août : Andry, de son vrai nom Andrienne de Senarclens, peintre suisse († 9 août 2006),
- 17 août : Edgar Fernhout, peintre néerlandais († 4 novembre 1974),
- 18 août : Zdzisław Cyankiewicz, peintre polonais († 4 février 1981),
- 23 août : Ludwik Klimek, peintre français d'origine polonaise († 7 décembre 1992),
- 3 septembre : Philippe Artias, peintre français († 28 août 2002),
- 15 septembre : Antonio Blanco, peintre philippin  († 10 décembre 1999),
- 18 septembre : Jean de Riquer, peintre, graveur et résistant français († 15 avril 1993),
- 21 septembre : Pierre Jouffroy, peintre français († 11 octobre 2000),
- 27 septembre : Charles Rollier, peintre suisse et italien († 15 mai 1968),
- 11 octobre : Marie-Thérèse Auffray, résistante et peintre française († 27 septembre 1990),
- 20 octobre : Blanche Lohéac-Ammoun, peintre, illustratrice et écrivaine franco-libanaise († 5 janvier 2011),
- 25 octobre : Jacques Dubois, graphiste, photographe humaniste et peintre français († 28 juin 1994),
- 29 octobre : Bruno Cassinari, peintre et sculpteur italien († 26 mars 1992),
- 1er novembre : Katherine Librowicz, peintre, sculptrice et lithographe polonaise naturalisée française († 9 avril 1991),
- 4 novembre : Botong Francisco, peintre et muraliste philippin († 31 mars 1969),
- 16 novembre : Marcello Avenali, peintre et aquarelliste italien († 1981),
- 20 novembre : Franck Innocent, peintre et lithographe français de l'École de Rouen († 13 avril 1983),
- 28 novembre : Eugenio Granell, peintre et écrivain espagnol († 24 octobre 2001),
- 3 décembre : Wilfrid Perraudin, peintre et vitrailliste français († 25 mai 2006),
- 5 décembre :  Thomas Gleb, peintre, sculpteur et tapissier français d'origine polonaise († 7 août 1991),
- 7 décembre : Hans Heinrich Palitzsch, peintre allemand († 20 octobre 2005),
- 19 décembre : Lucien Fontanarosa, peintre et illustrateur français († 27 avril 1975),
- 27 décembre : Francisco Zúñiga, sculpteur, peintre et graveur costaricien et mexicain († 9 août 1998),
- ? :
  - Radia Bent Lhoucine, peintre marocaine († 1994),
  - Korri Elio Corradini, peintre italien († 17 mars 1999),
  - Costanzo W. Figlinesi, peintre italien († 21 août 1991),
  - Okabe Shigeo, peintre japonais († 1969),
  - Nankoku Hidai, peintre et calligraphe japonais,
  - Qian Xindao, peintre chinois.
  - Zongwei Sun, peintre chinois († 1979).

## Décès
- 2 janvier : Stanislas-Henri Rouart, ingénieur, industriel, peintre et collectionneur français (° 1833),
- 5 janvier : Valentin Serov, peintre russe (° 19 janvier 1865),
- 23 janvier : Henri Hymans, lithographe et littérateur belge († 8 août 1836),
- 24 janvier : Johannes Hermanus Barend Koekkoek, peintre néerlandais (° 6 juillet 1840),
- 6 février : Albert Braut, peintre français (° 1874),
- 8 février : Pauline Delacroix-Garnier, peintre française (° 9 juin 1859),
- 9 février : Giuseppe Costa, peintre italien (° 6 avril 1852),
- 12 février : Léon Dardenne, peintre, dessinateur et affichiste belge (° 29 octobre 1865),
- 18 février : Ivan Troutnev, peintre russe (° 1827),
- 19 février : Ferdinand de Dartein, ingénieur des ponts et chaussées et architecte français, également dessinateur, peintre, graveur et historien de l'art (° 9 février 1838),
- 24 février : Jules Lefebvre, peintre français, professeur à l'École des beaux-arts de Paris et à l'Académie Julian (° 14 mars 1834),
- 26 février : Georges Le Febvre, peintre français (° 14 octobre 1861),
- 17 mars : Alexis Kreyder, peintre français (° 21 octobre 1839),
- 21 mars : Pierre-Nicolas Tourgueneff, sculpteur et peintre français (° 2 avril 1853),
- 26 mars : Ernest Legrand, sculpteur et peintre français (° 4 octobre 1872),
- 29 mars : John Gerrard Keulemans, peintre et illustrateur néerlandais (° 1842),
- 4 avril : Knut Ekvall, peintre suédois (° 3 avril 1843),
- 5 avril : Fernand Thesmar, peintre et maître émailleur français (° 3 mars 1843),
- 14 mai : Nélie Jacquemart, peintre et collectionneuse d'art française (° 25 juillet 1841),
- 21 mai : Vincent Lorant-Heilbronn, peintre, illustrateur, affichiste, décorateur et réalisateur français (° 13 octobre 1874),
- 25 mai : Armand Guéry, peintre français (° 4 mars 1853),
- 4 juin : Pauline Croizette, pastelliste et miniaturiste française (° 12 janvier 1839),
- 14 juin : Nikolaï Sapounov, peintre russe (° 17 décembre 1880),
- 20 juin : Emanuel Samson van Beever, peintre néerlandais (° 28 mars 1876),
- 23 juin : Louis Maurice Pierrey, peintre français (° 11 janvier 1858),
- 25 juin : Sir Laurens Alma-Tadema, peintre britannique d'origine hollandaise (° 8 janvier 1836),
- 7 juillet : Louis Beysson, peintre et écrivain français (° 28 février 1856),
- 8 juillet : Robert Wiedemann Browning, peintre et critique d'art britannique (° 9 mars 1849),
- 23 juillet : Eugénie Marie Salanson, peintre française († 15 décembre 1836),
- 6 août : Joseph Delattre, peintre français (° 20 août 1858),
- 24 août : Carlo Chessa, peintre, graveur et illustrateur italien (° 12 novembre 1855),
- 26 août : José María Velasco Gómez, peintre mexicain (° 6 juillet 1840),
- 29 septembre : Toyohara Chikanobu, peintre, dessinateur d'ukiyo-e japonais (° 26 septembre 1838),
- 30 octobre : Carlos Valenti, peintre français  (° 15 novembre 1888),
- 26 novembre : Henri Paillard, graveur, illustrateur et peintre français (° 6 mai 1846),
- 23 décembre : Édouard Detaille, peintre français (° 5 octobre 1848),
- ? :
  - Édouard Béliard, peintre français, maire d'Étampes (° 1832),
  - Médéric Bottin, peintre français (° 1874),
  - Paul-Édouard Crébassa, peintre et lithographe français (° 1870),
  - Müfide Kadri, peintre ottomane (° 1889 ou 1890).